# 朝鮮族
朝鮮族（ちょうせんぞく、簡体字中国語: 朝鲜族、朝鮮語: 조선족）は、中華人民共和国（以下、中国）の民族識別工作により定義された中国の少数民族の一つである。朝鮮族は朝鮮系の中国国籍を持つ中国人（朝鮮系中国人）を指す。1940年代まで、朝鮮半島の韓国併合により「朝鮮族」という名称は漢字文化圏に存在しなかった漢字用語だが、1949年から1954年までに中国国内で中国共産党の民族識別工作の結果、56民族の一つとして認識されるようになった。他の54の少数民族と比べても、朝鮮族は中国大陸への帰属意識が強く、漢族との関係も比較的良好である。朝鮮族の公式言語は、中国語と中国朝鮮語（朝鮮語の方言）で、中国東北地方のアクセントを持つものであり、朝鮮族特有の口調が色濃く反映されている。朝鮮族の総人口数は全世界で170万程度であり、これは朝鮮民族の総人口の2.1％程度である。
「中国統計年鑑」によれば、朝鮮族の全世界的な総人口は約170万479人とされている。この中で、約90万人が中国に居住しており、韓国政府の統計に基づくと、朝鮮族は1990年代、韓中国交から移住し始め、2023年の時点では朝鮮族総人口の過半数に近い70万人以上が韓国に住んでいる。在日朝鮮族は在日中国人の一部として統計調査されるため、正確な数は不明であるが、朝鮮族総人口の６％以下である約7~8万人が日本に滞在しているとされる。残りの朝鮮族は他の国々に居住している。1992年8月24日に大韓民国と中華人民共和国は国交を結び、1990年代以前は、朝鮮族が韓国には存在していなかった。1990年代の中韓国交正常化より朝鮮族は韓国に移住し始め、2000年代からは日本にも本格的に進出し始めた。日本においても、1980年代後半以前には存在しなかった在日朝鮮族は、在日朝鮮・韓国人としては分類されず、中国国籍を持っているため、韓国・朝鮮系より厳密には在日中国人と認識される。
中国において、朝鮮族は法的に少数民族の地位を有している。漢民族を除いた少数民族の中で、朝鮮族の人口は13番目に多く、主に旧満州地域、つまり中国東北の3省に集中して住んでいる。しかしながら、朝鮮族の人口は徐々に2000年代からは中国大陸全土に広がっており、北京、上海、青島などの大都市へ移住していることが背景にある。2022年のデータによると、朝鮮族は中国の約14億人口中で0.12%を占める。このうち、中国内での朝鮮族の居住人口は中国人全体の0.06%に過ぎない。

## 概要
中国の国籍を所有し、かつ中国戸籍法に基づく戸籍上の民族欄に“朝鮮”と記載（登記）されていることが朝鮮族と見なす条件である。したがって、中国に居住する朝鮮民族で、永住権を所有していても中国の国籍を持っていない者、あるいは戸籍上の民族欄に“朝鮮”と記載されていない者は朝鮮族とは定義されない。他の韓・朝鮮民族に比べての特徴として、朝鮮半島国家（大韓民国・北朝鮮）よりも中国人民としての帰属意識を持っている人が多い。
「朝鮮族」という漢字用語は、清の時代及び中華民国に朝鮮王国及び大韓帝国の存在を認識していた当時の中華人民共和国の前身が、その領土内に住む朝鮮人を「韓民」として称していたことに起源を持つ。中華民国成立後、中国国民党の台頭とともに大韓民国臨時政府を正式に認める動きが強まり、この時期の中国内に居住する朝鮮人は「韓僑」と呼ばれるようになった。しかし、1949年に中華民国政府が台湾への撤退を余儀なくされ、中華人民共和国が中国共産党によって建国されると、「韓僑」という名称は再び「朝鮮人」へと変更された。この「朝鮮族」という現代の呼称は、中華人民共和国政府が国内の少数民族を一元的に管理する方針を固め、それらを「民族」として分類・識別する過程で生まれたものである。具体的には、1948年8月に中国共産党遼寧地区委員会が「遼寧を始めとする北東3省に居住する朝鮮民族で、戸籍を有する者は中国市民とし、戸籍の無い一時的居住者は朝鮮僑民とする」という方針を打ち出し、そこから「朝鮮族」と「朝鮮僑民」の区別が確立された。1950年に開始された民族識別工作の第1段階を経て、「中国国籍の朝鮮人」は「朝鮮族」としてカテゴリー化された。この後、中国国内での表現としては、中国国籍の朝鮮人を含む全世界の朝鮮・韓国人約８千万人を「朝鮮民族」と称し、「朝鮮族」という表記は特にその内２％程度である約170万人の「中国国籍を持つ朝鮮人」を指す言葉として確立された。朝鮮族という言葉は、中国国籍を持っていない朝鮮・韓民族には法律的に使えない。
1992年中韓国交正常化まで、朝鮮族は、韓国人とは事実上交流が無く、文化大革命により、歴史的な繋がりが無くなって、「韓民族」という意識が少なくなった。中国以外の国や地域では、朝鮮民族でありながら中国国籍所有者であることを明確にするために、朝鮮族は中国朝鮮族もしくは朝鮮系中国人（조선계 중국인）と呼ばれ、朝僑と呼ばれる北朝鮮国籍を放棄して中国国籍を取得した朝鮮族も存在する。
中国では、地方政府の戸籍資料、公式メディア、学術論文等に使用される民族の称呼に関して、非正規表現の一文字略称を用いることが実務的に許可される。その場合、「維」でウイグル（維吾爾）族、「蒙」でモンゴル（蒙古）族を表すように、「鮮」で朝鮮族を表現する。

## 分布
朝鮮族の総数は、第5次（2000年）人口調査によると約192万人で、第6次（2010年）人口調査によると約183万人と減少した。中国56民族の中で、人口絶対数が減少した民族は朝鮮族と満洲族だけである。現在の人口減少傾向が続くと、30年で半減する可能性がある。特に朝鮮族の民族自治地域である延辺朝鮮族自治州の少子高齢化・人口流出・農村の過疎化などの問題が深刻である。
朝鮮半島以外では二番目の朝鮮民族コミュニティーといえる。中国国内での分布は中国東北部（旧満洲）に集中し、中でも吉林省に約120万人が居住し、吉林省南部の延辺朝鮮族自治州（首府延吉市）に約80万人が集中している。延吉市には、中国語と朝鮮語で教育を行う延辺大学も設置されている。
このほか、黒竜江省に約45万人、遼寧省に約25万人、内モンゴル自治区に約2万人が分布し、関内（山海関以内）の北京、天津、青島、上海などの大都市にも進出している。各地の朝鮮族集住地区には、行政的に朝鮮族自治県（吉林省長白朝鮮族自治県）や、多くの朝鮮族郷・鎮が設置されている（リンク参照）。これら東北三省の首府には、朝鮮族の学校や放送局、新聞社、出版社などが設置されて、朝鮮語の普及を図っている。

### 自治州
- 吉林省
  - 延辺朝鮮族自治州

### 自治県
- 吉林省
  - 長白朝鮮族自治県

### 民族鎮
- 柳河県
  - 三源浦朝鮮族鎮
- 海林市
  - 新安朝鮮族鎮

### 民族郷
- 桓仁満族自治県
  - 雅河朝鮮族郷
- 寛甸満族自治県
  - 下露河朝鮮族郷
- 楡樹市
  - 延和朝鮮族郷
- 吉林市昌邑区
  - 土城子満族朝鮮族郷
- 蛟河市
  - 烏林朝鮮族郷
- 東豊県
  - 三合満族朝鮮族郷
- 集安市
  - 涼水朝鮮族郷
- 梅河口市
  - 小楊満族朝鮮族郷
- 通化県
  - 大泉源満族朝鮮族郷
  - 金斗朝鮮族満族郷
- 柳河県
  - 姜家店朝鮮族郷
- 輝南県
  - 楼街朝鮮族郷
- 五常市
  - 民楽朝鮮族郷
- 依蘭県
  - 迎蘭朝鮮族郷
- 蘿北県
  - 東明朝鮮族郷
- 友誼県
  - 成富朝鮮族満族郷
- 鉄力市
  - 年豊朝鮮族郷
- 寧安市
  - 江南朝鮮族満族郷
  - 臥龍朝鮮族郷
- 勃利県
  - 杏樹朝鮮族郷
  - 吉興朝鮮族満族郷
- 綏化市北林区
  - 興和朝鮮族郷
- アロン旗
  - 新発朝鮮民族郷

## 朝鮮戦争と韓国での扱い
中国への帰属意識・朝鮮戦争での韓国侵略
中華人民共和国の建国初期である1949年秋から朝鮮族の中国への「愛国主義」教育が行われはじめ、朝鮮族には中国公民としての忠誠心が求められるようになった。1950年6月25日に朝鮮戦争が勃発すると、「祖国」朝鮮防衛のために、入隊志願の気運が高揚し、たくさんの朝鮮族が北朝鮮を支援した。韓国ではハンギョレによると、「朝鮮族」は韓国映画で主に治安と民生を脅かす犯罪者として描かれてきたように、卑称や蔑称に近い意味を持つ。
また、サッカー選手の例を見れば、朝鮮族の選手は延辺のチームに所属する以外なら他の中国のクラブに所属する選手が多く、韓国のKリーグのクラブに所属する選手は少ないと同時に、一般人でも延辺を中心とした東北三省か中国の大都市で働く者が多く、韓国で働く者は少ない。
脱北者を売り飛ばすためにブローカーしている者や、中華人民共和国に従って、脱北同胞を保護しないなど、他の外国籍朝鮮民族より、自己の利益や自国(中華人民共和国民)を優先する傾向がかなり強い。サッカーの応援でも中華人民共和国を応援することに韓国や北朝鮮では批判がある。朝鮮族は中国という国家への帰属意識が強く、中国の少数民族の中でも漢民族との関係が良好なためである。中国語ネイティブで朝鮮語が分かる者も中国人の中では最多で橋頭堡になることから、韓国のカルト新興宗教が中国での布教を始める際の足掛かりとされる傾向にある。また中国の各都市における新興宗教の信者数は、聯合ニュースによると東北地方（旧満洲）の諸都市が突出して多い。これは韓国経由の新天地教会、統一教会や摂理など他の韓国系新宗教についても同様の傾向がある。
2020年10月、アメリカの大学に進学する全世界の学生が使用するSATとAPの教科書が、歴史上ほとんどの期間、朝鮮は中国の植民地だったと記述していることがJTBCニュースルームの取材で明らかになったが、JTBCニュースルームによると、百度が運営する百度百科でも、尹東柱や尹奉吉や安重根や金九が朝鮮族と表記されており、尹東柱は国籍も中国籍になっている。朝鮮族が中国籍を取得したのが1954年であることを勘案すれば、事実関係が間違っており、これらの独立活動家が満洲、上海、吉林省に居住して独立活動を行っていたためとみられるが、この場合、朝鮮の抗日運動が中国の抗日運動の歴史に編入されることになる。

### 韓国における嫌悪・差別
韓国には朝鮮族全体を「韓国人に混じって、いつ中国政府が追求する国家的プロパガンダに同調するか分からないエージェント」とみなす風潮がある。『ハンギョレ』は中国びいきの韓国人に朝鮮族疑惑が湧くことに「韓国社会の根深い人種差別が反映された結果」と報道している。中国と大韓民国（韓国）の国交樹立以来、韓国人との接触が増え、韓国に出稼ぎに行く朝鮮族も多い。韓国では、中国の朝鮮族に好意的な者は在中同胞（재중동포）と呼び、彼らは在韓中国朝鮮族は中国同胞（중국동포）や中国僑胞（중국교포）と呼ぶ。韓国に留学する朝鮮族も多く、2か国語を話せることを武器にしている。少子化晩婚化や流入する漢民族との同化などにより、21世紀に入ってから2010年までに延辺では7割超も朝鮮族の教育機関と生徒は激減している。韓国など積極的な外国への移住により、朝鮮族は約180万人の人口のうち100万人も海外に流出している。ただし、韓国で出稼ぎしてから中国の自治区に帰る者も少なくない。これは朝鮮族への韓国人の差別が根深く過酷なために、韓国は金銭だけ稼ぐ場所と認識されており、自治区の方が住みやすいと広く理解されているからである。

## 歴史

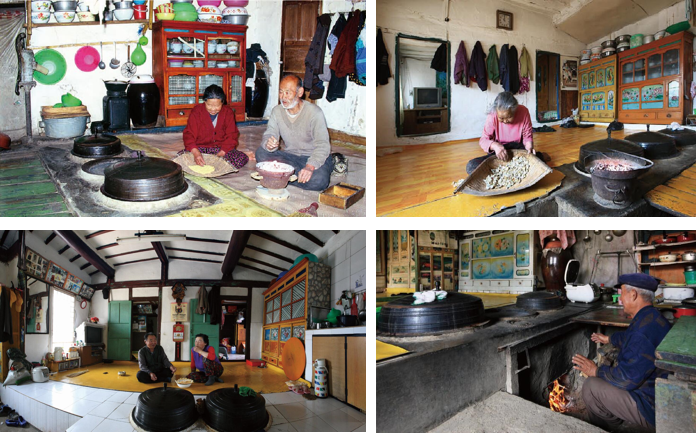
朝鮮族の住居室内

朝鮮民族は古くから満洲の開拓・発展に深く関わってきた歴史を持つが、中国が定義する朝鮮族の範疇は、あくまで民族識別工作の結果によるものであって、必ずしも朝鮮民族が満洲にて活躍してきた長い歴史的経緯を反映していない。朝鮮族の歴史は満洲（今は中国領）に発生した朝鮮民族の歴史の一部に過ぎないが、文化的・血統的な見地からでなく、朝鮮族が明確な法的・政治的定義を持つ集団であるという立場から、朝鮮族の歴史を語るべきである。
日本で良く知られる豊臣秀吉の朝鮮派兵（文禄・慶長の役）の際に明軍を率いて日本軍を迎撃した李如松、その父にあたる満洲の実質上統治者－明朝の遼東総兵こと李成梁について、中国鉄嶺市政府が李氏一族を朝鮮半島からの移民という見地から、朝鮮族や朝鮮族の末裔と見なしている。李成梁の出自（世家）を“李成梁是朝鮮族後裔。他在朝鮮的先祖可査四代”と公式見解を示している。

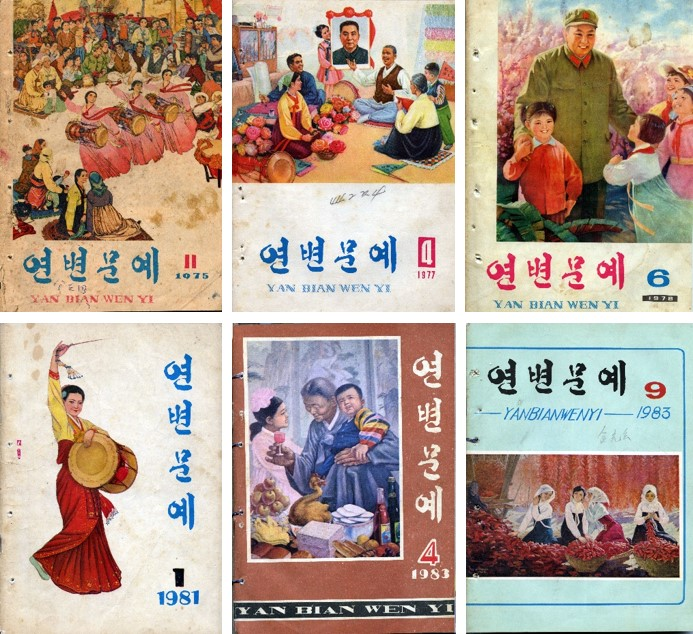
朝鮮語の雑誌「延辺文芸」の表紙

清朝の初期に、多くの朝鮮人（戦争捕虜、連行された民間人、移民）が満洲族の八旗組織に取り組まれたため、満洲族の苗字の中に少なくとも45個の朝鮮苗字が存在する。朝鮮出身の高級官僚・地方役人が清朝の中枢（上3旗、内務府3旗）に集中し、牛録（ニル、清朝の軍事・行政共同体単位）を指揮管理する朝鮮（高麗）佐領が多数いた。また、朝鮮人だけで組織される牛録が、正黄旗満洲旗に2つ、正紅旗満洲旗に4つ、計6つもあり、軍勢の数は数万人に上った。
1744年に編纂された「八旗満洲氏族通譜」に既に43個の朝鮮苗字（氏族）が記載されている。清の初期に満洲に取り込まれた（来帰）朝鮮人は、人材が輩出する名門・貴族となり、満洲民族社会の運営のみならず、清国の拡張に関わる重要な戦役に大きな功績を残した。特に遼西攻略、蒙古南部制圧、李自成撃滅、陝西、四川、浙江、福建省の征伐、並びに台湾征伐（鄭成功の海軍撃破）において輝かしい戦績を残し、満洲族の中国支配に貢献した。
朝鮮半島の出自が清朝の公式文献に明記されたにもかかわらず、これら朝鮮人の末裔は、朝鮮民族の言語をうまく使えないことから、ほとんどが満洲族や漢族に識別・認定された。しかし、満洲族から朝鮮族へ、または漢族から朝鮮族へ、族籍を改めるケースもある。
新羅時代に遡る朴という姓をもつ通称「朴氏朝鮮族」は、明の末（清の初）の捕虜や拉致被害者として清国に住み続けてきた。清朝の時は満洲族、中華民国の時は漢族と見なされたが、50年代に族籍改正を申し出た後、中国の民族識別工作により、1982年にやっと朝鮮族として認定された。河北省青竜県、遼寧省蓋県、本渓県から合わせて2000名足らずの朝鮮人の末裔が、3世紀半の歳月を経て朝鮮民族に復帰したというエピソードがある。強い民族意識や、農耕文化、氏族の絆と内向的吸引力、逆境において起こる抵抗心理等が民族を守ったと分析される。
中国政府に正式に認定された朝鮮族に限っても、朝鮮族の歴史は明末清初に遡り、少なくとも400年という上限が成立し、決して“清朝末期から100年余り”のような短いものではない。
満洲に居住する朝鮮人を中国の一つの少数民族と見なした最初の公式文献は、1928年中国共産党第6回全国代表大会に可決された議案「民族問題に関する決議」である。決議の中で少数民族を“北部之蒙古、回族、満洲之高麗人…”の順で定義している。
清代初期に、満洲人が中国を征服すると、彼らは大挙して中国本土に移住し、また清朝は満洲を祖先の地として漢民族の移民を禁止したので、清代を通じて満洲は人口希薄地帯となった。一方、この時代の朝鮮では農村が疲弊して逃散する農民が多く、これらの窮乏農民が次第に豆満江（中国では図們江）を越えて満洲に入り込み、焼畑などを行うとともに、野生の朝鮮人参の採集などに従事した。その数は時代が下るにつれて増加し、清朝と朝鮮の国境紛争も発生した。朝鮮では、豆満江を越えた朝鮮人居住地を間島（カンド）と呼び、鴨緑江を越えた朝鮮人居住地を西間島（ソカンド）と呼んだ。清領への朝鮮人の流入は、特に1860年代に朝鮮半島北部で起こった大凶作と、1885年の満洲への移民禁止の撤廃をきっかけに、爆発的に増加した（闖関東）。
近代になって、李氏朝鮮（大韓帝国）が日本に併合（韓国併合）されると、日本の武力を背景として朝鮮農民がさらに満洲に流入した。1932年に日本の影響下で満洲国が成立すると、日本の移民政策もあって、新天地を求めて満洲国に渡る朝鮮人がまたもや激増した。この時は間島地区だけに限らず、満洲全域に様々な職業の朝鮮人が拡散した。
満洲国の朝鮮人人口は一説に300万人とも言われるが、満洲帝国国務院総務庁統計処「現住戸口統計」等の公式資料を引用した「満洲国人口統計の推計」「各年度民族別人口」を参照すると、1942年に満洲にいた朝鮮人の人口は約160万であった。（当時の統計手法は台湾人を朝鮮人と分類していたので、160万人の中には台湾人も含まれる。）
満洲国の崩壊と朝鮮の独立並びに朝鮮戦争の勃発によって多くの朝鮮人が帰国したが、約100万人が中国内に残留し、これが今日の朝鮮族の起源の一つとなった。多くの朝鮮族は日本統治下から中国へ移住したというルーツを持つ。
第2次世界大戦終結後の1年間で約100万人前後が朝鮮に帰国した。しかし延辺の居住者のほとんどは満洲事変以前に移住し、すでに定着したため朝鮮に引き揚げることは少なかった。また朝鮮に戻っても財産も生活の場も無い、経済的な理由、徴兵された息子を待ち続けるため等の事情から東北部に残る人も多かった。
国民党との対立や内戦で弱い立場に置かれ、東北地区居住朝鮮人の支持を必要としていた中国共産党は、中国東北部に留まる朝鮮人に定住を勧めた。戻れない朝鮮人に対しては「帰農運動」を展開し、土地を分配するなど積極的な定住条件を創出した。また朝鮮人と中国人の民族矛盾に対し、中国共産党は両民族にお互いに偏見を解消して団結するように絶えず工作を行った。
中国共産党の発表によれば、国共内戦期に中国共産党軍に参加した朝鮮人は6万4942人であり、戦死者は3943人であった。その他に、担架隊、運輸隊に参加した者は延辺だけでも30万2300人に達した。1947年5月当時、第4野戦軍の15～20パーセントは朝鮮人が占めていた。延安幹部は「民族関係を改善するため、まず、東北地区居住朝鮮人大衆に頼った。当時延辺の人口のなかで朝鮮人が8割以上を占め、彼らの革命精神は非常に強かった。それ（朝鮮人の支持）に頼って、政権を強固にし、武装を拡大したのは正しかった。事実上朝鮮人の武装は比較的安定し、新政権の柱の役割を果たした」と評価した。一方で、建軍の初期から軍隊内部の民族傾向が強いと批判されている。

### 朝鮮戦争以降
朝鮮戦争が勃発すると、延辺では戦場に行くことを希望して入隊を申請した男女が1万9394人に達した。入隊志願者のほとんどは中国人民志願軍に従軍し、合計2万余人が参戦した。ちなみに中国の朝鮮戦争への参戦とともに開始された抗米援朝運動において、 吉林省延辺朝鮮自治州の朝鮮族だけでも青年4万6000人が参戦している。これらは韓国でも知られており、中華人民共和国のために韓国滅亡に共助したことで朝鮮族全体が憎悪される根深い差別の原因となっている。2021年時点でも韓国国内ではいつ中国政府側に立って、韓国を裏切るか疑わしい集団とみなされている。
彼らの多くは朝鮮の地理と言語に詳しかったため、各中隊に連絡員として配属された。彼らは朝鮮戦場における道先案内、宿営地調達、敵情偵察、対民衆宣伝、交渉などにあたり、これによって中国軍の偵察力、兵站の充実、夜間戦闘の卓越および追撃速度を高めた。
1949年1月21日、民族工作座談会が開催された。延辺専員公署専員を務めていた林春秋を代表とする側は、延辺を北朝鮮に帰属させ、東北地区居住朝鮮人問題を根本的に解決しようと主張した。ソ連から帰還した林民鎬を代表とする側は、朝鮮人が中国で血を流し命を捧げた事実とソ連の実例を挙げながら、延辺にソ連式の加盟共和国を成立させることを主張した。民族事務所長の朱徳海は「東北地区居住朝鮮人は100年前から中国に定着して中国人および他民族とともに荒蕪地を開拓し、共同して日本と戦ってきた。中国共産党が指導する自治を実施してこそ、東北地区居住朝鮮人は隆盛し発展することができる」と述べ、中国の領内における自治を提案した。会議はまとまらず、半月も続けられたが、朱徳海の提案は中共吉林省委の支持を得て中共中央も高い関心を寄せ、中国共産党と中央人民政府の指導下に充分な民族自治権利を享受することでようやく一致し、民族工作座談会は閉幕した。
中華人民共和国が成立すると、中国共産党は1952年、民族区域自治実施要綱を発表し、55の国内少数民族に自治権を付与した。これに伴い、吉林省南部に延辺朝鮮族自治区が誕生し、1955年には延辺朝鮮族自治州と改名され、自治州の州長には朝鮮族が就任している。首府・延吉には、朝鮮族のための高等教育機関である延辺大学も設置されている。
1990年代の中韓国交樹立以降、韓国へ移住または出稼ぎに行った朝鮮族は急増したため、朝鮮族村の高齢化・過疎化が目立ちになった。また、特に延辺朝鮮族自治州での朝鮮族の出生率は急落しているため、朝鮮族の人口が減少傾向を示しつつある。

## 朝鮮族の出身地
20世紀初頭には、満洲地区の朝鮮人はほぼ10万人いたと推定される。日本が朝鮮を併合して、満洲を勢力下に置き、五族協和を押し進めた20世紀の前半に、朝鮮総督府の政策で、朝鮮半島の北部の朝鮮八道でいう咸鏡道・平安道の朝鮮人を現在の中国の吉林省へ送り、南東部の慶尚道の朝鮮人を黒龍江省へ、南西部の全羅道の朝鮮人を遼寧省へ送り、それぞれの地域で約20万人、合計で約60万人の朝鮮人が移住したといわれている。在満洲朝鮮人の大部分は水田開拓・稲作に従事したが、製鉄所・炭坑などで働く人たちもいた。
朝鮮の独立とともに多くは帰国したが、満洲に残留した者も多く、その子孫が現在の中国東北部の朝鮮族の主体となっている。現在も朝鮮族が多く住む黒竜江省のハルビン市、チチハル市、ジャムス市、吉林省も延辺朝鮮族自治州、吉林市、遼寧省の瀋陽市、鞍山市など、各地での朝鮮族の朝鮮語方言（中国朝鮮語）や食習慣・日常習慣は上の述べた朝鮮半島の出身地の方言・習慣を色濃く反映している。

## 朝鮮族の教育
朝鮮族は居住地や家族環境によって主に使う言語が異なるが、基本的には中国語・朝鮮語両方を学んでいる。中国朝鮮族の教育レベルは中国平均より高く、漢族を含む人口100万人以上の各民族の中でも屈指である。

## 著名な朝鮮族

### 政治・教育関連

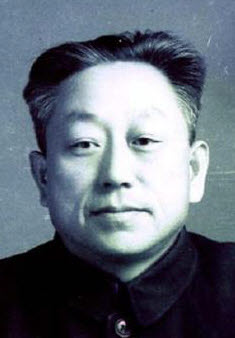
朱徳海

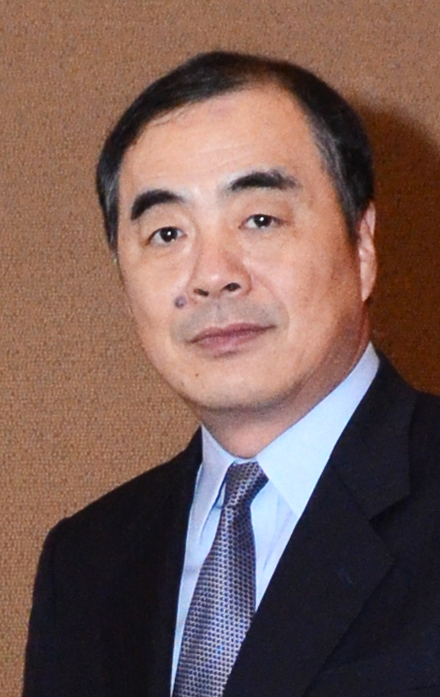
孔鉉佑

- 朱徳海（1911年3月 - 1972年7月3日） - 延辺朝鮮族自治州初代州長
- 林民鎬（1904年1月3日 - 1970年7月14日）- 政治家、教育家。延辺大学の設立者の一人で、初代副校長（実質的な校長）として民族教育の発展に努めたが文革時に拷問を受け死亡。
- 鄭判龍（1931年10月2日 - 2001年10月7日）- 作家、知識人、教育家。延辺大学教授・副校長。
- 李徳洙（1943年11月- ） - 国家民族事務委員会主任（閣僚）
- 林賢郁（1949年-）- 元国家統計局副局長、第11期全国政協委員。[44]
- 全哲洙（1952年3月-）- 中央統戦部副部長、全国工商連党組書記。[45]
- 金振吉（1959年2月－）吉林省延吉出身。吉林大学卒。第10期全国人大代表。元吉林省人大常委会副主任、党組書記。[46]
- 孔鉉佑（1959年7月- ）- 外交官。黒龍江省出身。上海外国語学院日本語学科卒。2015年12月から外務次官補。2017年から朝鮮半島問題特別代表を兼務。2018年1月から外務次官。[47]
- 張留成　元・中国共産党対外連絡部南北担当部長。2010年6月23日、スパイ容疑で極秘に処刑されたとの情報が香港の中国政情誌『外参』で報じられる。[48]

### 文学関連
- 李旭（1907年 - 1984年）- 朝鮮族文壇を代表する詩人。文化大革命期間に迫害された。[49]
- 金学鉄（1916年11月4日 - 2001年9月25日）- 朝鮮の独立運動家、中国朝鮮族を代表する作家。「朝鮮義勇隊最後の分隊長」と呼ばれた。

音楽・芸術関連

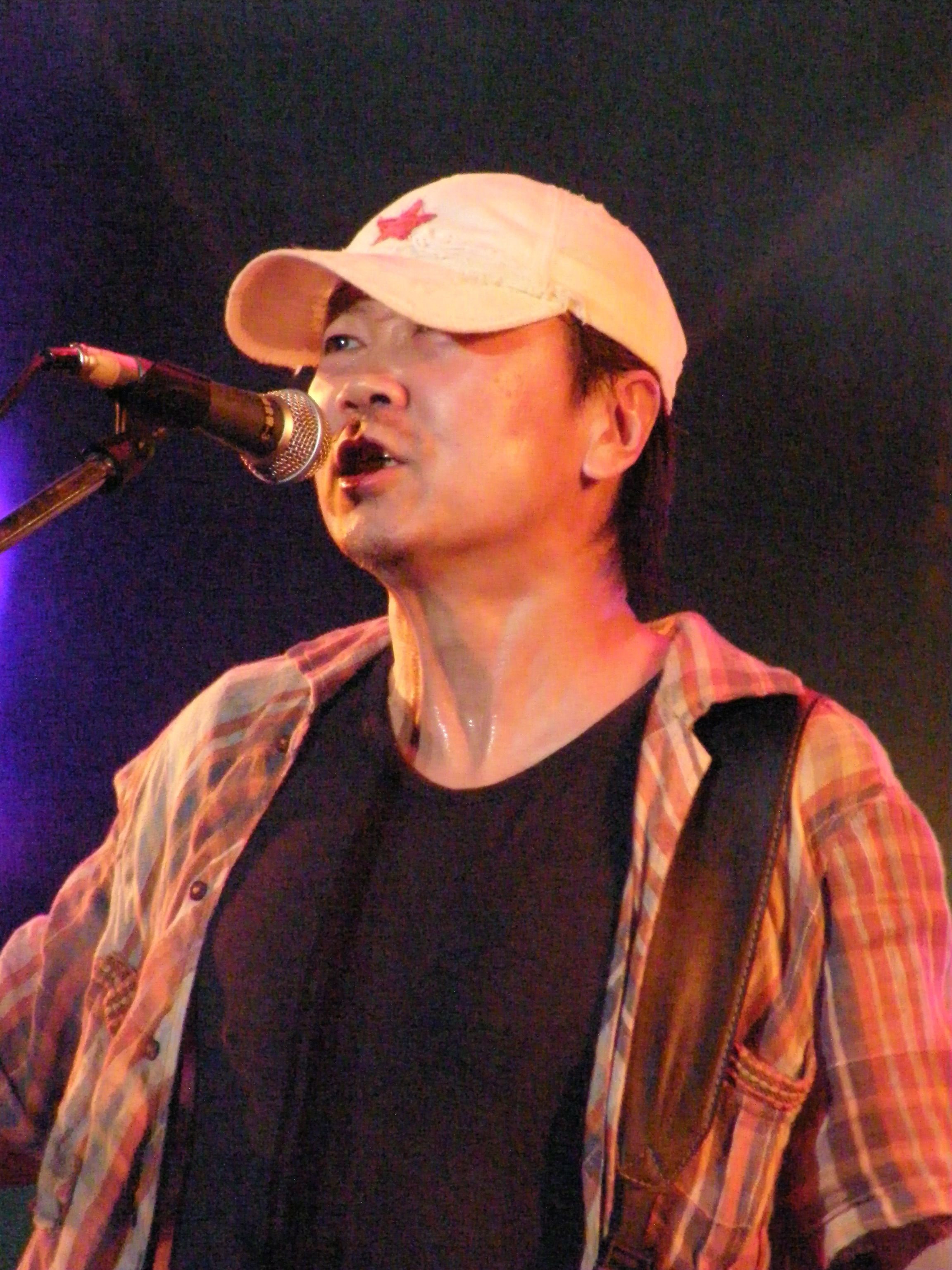
崔健

- 金焔 （1910年4月7日-1983年12月27日）「中国映画の皇帝」とも呼ばれた俳優。[50]
- 鄭律成（1918年8月13日 - 1976年12月7日） - 軍歌作曲家、韓国光州広域市生まれ、本名は鄭富恩である。
  - 1933年南京に渡り、義烈団に入り、抗日活動に従事。1937年より延安に赴いて中国共産党に入党、魯迅芸術学院等で音楽を学習する。
  - 第二次世界大戦後は朝鮮に帰国、朝鮮人民軍交響楽団団長や平壌音楽大学作曲部部長を歴任。
  - 1950年の朝鮮戦争勃発を機に周恩来の要請で中国に定住、音楽活動に精魂を傾ける。
  - 「延安頌」、「延水謡」、「八路軍軍歌」、「八路軍進行曲（中国人民解放軍進行曲）」、「朝鮮人民軍行進曲」などを作曲した。
- 崔健（1961年 - ） - 北京市生まれ、中国最初のロック歌手。
- 張律（1962年 -） - 映画監督。韓国在住。
- 金海心（1978年10月30日 -） - 女性歌手。吉林省出身。
- 黄仁俊 (2000年3月23日 -)  - 歌手。韓国の男性アイドルグループNCTのメンバー。吉林省出身｡

### 軍関連
- 崔海龍（1928年9月 - 1996年4月19日）-軍人。文革期に中共延辺朝鮮族自治州委書記などを務め、延辺州の指導者として権勢をふるったが文革終了とともに失脚、1985年に党籍剥奪。
- 趙南起（1927年4月 - ） - 軍人、政治家。吉林省永吉県出身（1927年4月20日、韓国忠清北道清源郡で生まれたと言う説もある）
  - 1978年 - 1985年：中共延辺朝鮮族自治州委第一書記→吉林省副省長→中共吉林省委書紀
  - 1987年 - 1992年：解放軍総後勤部部長、中央軍事委員会委員
  - 1988年：上将に進級（日本語における大将に相当）
  - 1992年 - 1995年：解放軍軍事科学院院長
  - 1998年 - 2003年：全国政治協商会議副主席
- 李永泰（1928年 - ）- 空軍軍人。吉林省通化出身。
  - 1951年、朝鮮戦争にて、大隊長として、米軍F-86を4機撃墜。
  - 1975年、武漢軍区空軍司令官に就く。
  - 1982年、中国人民解放軍空軍副司令官に就く。
  - 1988年、空軍中将に進級。
- 金仁燮（1940年12月-2008年10月2日）- 中国人民解放軍中将、元中国人民解放軍武警総部参謀長、成都軍区参謀長、全国人大代表、全国政協委員。[51]

### 学術関連
- 金熙徳 （1954年-) -吉林省延吉出身。元・中国社会科学院日本研究所副所長。延辺大学で修士課程を終えた後日本に留学し、1994年に東京大学で国際政治学の博士号を取得。2006年に中国社会科学院の日本研究所副所長に就任。2009年1月9日、国家安全部の捜査員に連行され拘束。[52]2011年2月、金正日委員長の重病の情報など国家機密を流出した疑惑で14年刑を宣告されたことが明らかになる。[53]
- 金紅光 (1957年5月9日-) - 熱物理学の専門家、中国科学院院士。
- 李相哲（1959年 - ） - 黒竜江省生まれ、龍谷大学社会学部教授。
- 韓大元(1960年10月-) - 前中国人民大学法学院院長、中国法学会憲法学研究会会長。[54]
- 金文学（1962年 - ）- 遼寧省瀋陽市生まれ、福山大学人間文化学部人間文化学科講師、放送大学客員教授。
- 李賢玉(1965年4月26日-) - ミサイル専門家、中国人民解放軍ロケット軍初の女性将軍。[55]
- 張景子 - 日中韓研究家。

### スポーツ関連
サッカー選手
- 朴成（1989年1月27日-）龍井市出身。サッカー中国代表。
- 高准翼（1995年8月21日ｰ）延吉市出身。朝鮮族初のJリーガー。現在は中国スーパーリーグの山東泰山所属。サッカー中国代表。

野球選手
- 朱権（1995年5月31日-）吉林省出身。韓国籍。韓国プロ野球チーム・KTウィズ所属。

その他のスポーツ選手
- 林孝埈- スピードスケート選手。
- 宋容慧（1992年7月25日 -） - 囲碁棋士。黒竜江省ハルビン市出身。
- 朴文尭（1988年4月25日 -） - 囲碁棋士。黒竜江省出身。

### その他
- 鄭守一（1934年11月 - ）- 朝鮮労働党対外情報調査部のスパイ、韓国檀国大学校教授。